# Sgt. Stubby: An American Hero

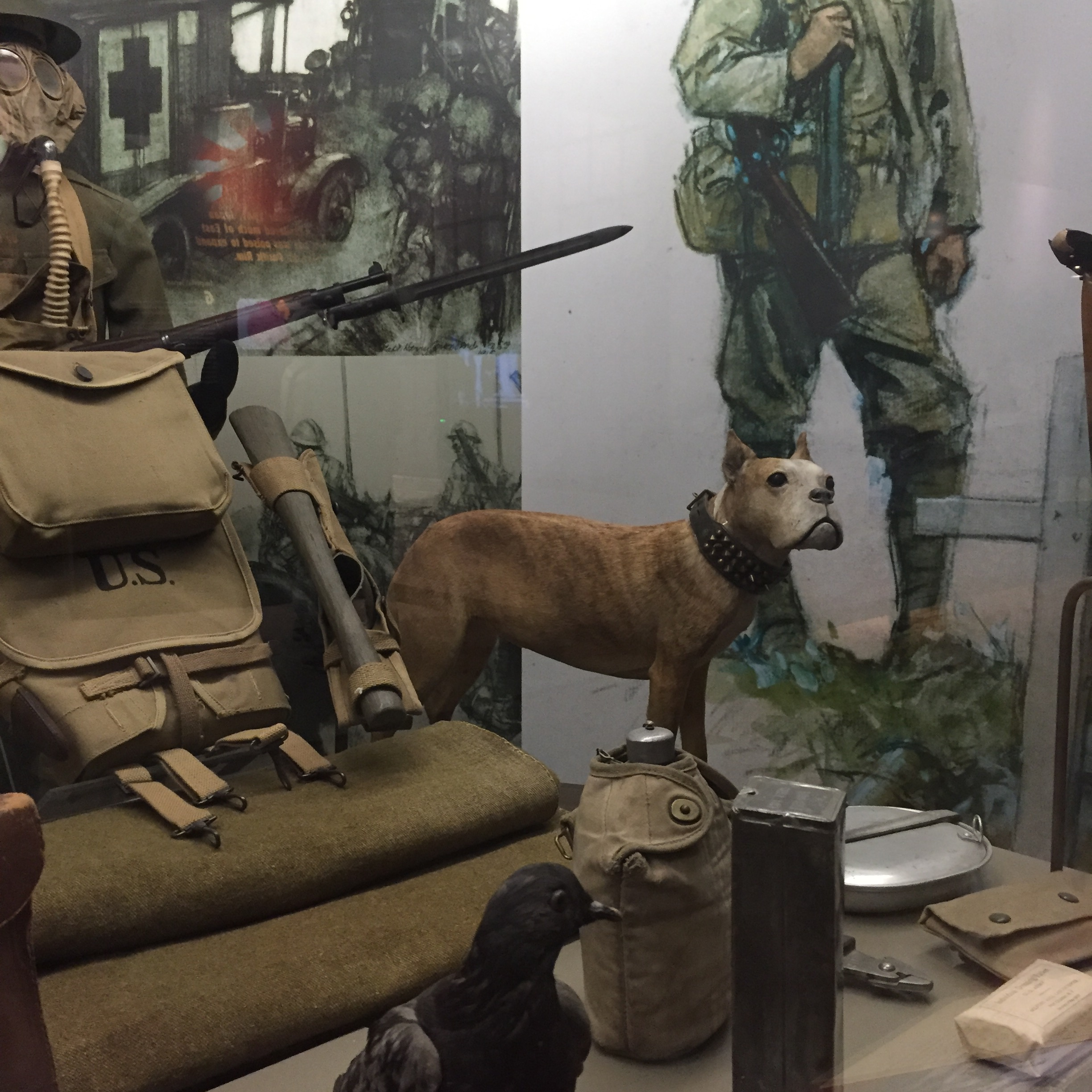
sargento Stubby y Cher Ami en exhibición en el NMAH

John J. Pershing sosteniendo a su perro el sargento. Stubby, mientras Robert Conroy, vestido de traje, se para detrás de ellos.

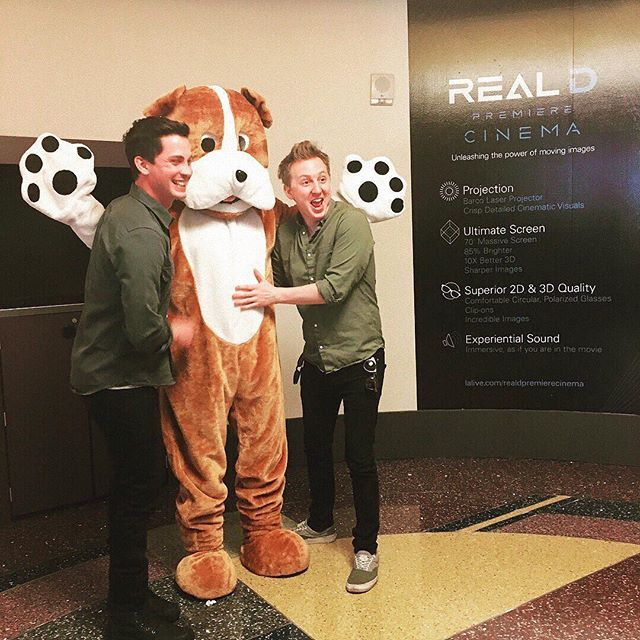
Logan Lerman y Dean Collins en el sargento. Estreno rechoncho

Sgt. Stubby: An American Hero es una película de aventuras animada por computadora de 2018 centrada en el sargento Stubby, un Boston Terrier que se convirtió en un héroe durante la Primera Guerra Mundial. Dirigida y coescrita por Richard Lanni, cuenta con las voces de Logan Lerman, Helena Bonham Carter y Gérard Depardieu. La película fue estrenada en Norteamérica el 13 de abril de 2018 por Fun Academy Motion Pictures.

## Sinopsis
El joven militar Robert Conroy ve cómo su vida cambia cuando encuentra a un pequeño perro en el campamento donde entrena para la guerra. A pesar de no tener formación militar, el perro se embarca en la aventura, donde luchará junto a Robert y las tropas francesas antes de hacer historia. 

## Reparto
- Logan Lerman como Robert Conroy.[7]
- Helena Bonham Carter como Margaret Conroy.
- Gérard Depardieu como Gaston Baptiste.
- Jim Pharr como Hans Schroeder.
- Jordan Beck como Elmer Olsen.
- Jason Ezzell como Sgt. Ray Casburn

## Producción
El 8 de noviembre de 2016, se anunció que Fun Academy Motion Pictures, un estudio de producción con sede en Columbus, Georgia, produciría una película animada basada en la vida del perro de la Primera Guerra Mundial, Sargento Stubby, titulada Sgt. Stubby: An American Hero. La película fue animada por Mikros Image en Montreal y París, fue dirigida por Richard Lanni, y escrita por Lanni, con Mike Stokey. La película involucró a Bibo Bergeron como jefe de historia, y contó con música compuesta por Patrick Doyle.
Sargento Stubby no habla, ya que los cineastas querían mantener la mayor precisión histórica posible y al mismo tiempo hacer que la Primera Guerra Mundial sea accesible para los niños.

## Estreno
La película se estrenó en América del Norte el 13 de abril de 2018. El 15 de junio de 2017, Fun Academy Motion Pictures lanzó un tráiler de la película en su canal de YouTube El 1 de diciembre de 2017, se lanzó el primer teaser trailer en cines de toda América del Norte.